# 納蓋什瓦里烏帕齊拉
納蓋什瓦里乌帕齐拉是孟加拉国古里格拉姆縣的一个乌帕齐拉，位於朗布爾专区的古里格拉姆縣。。

## 人口
據1991年孟加拉國人口普查，納蓋什瓦里共有戶數51,889戶，人口279775人。其中男性佔比50.72%，女性佔比49.28%；成年人口131,990人。該地7歲以上人口之平均識字率為19.4%，低於全國平均值（32.4%）。